# ダイナマイト (Superflyの曲)
「ダイナマイト」は、Superflyのデジタル・ダウンロード・シングル。ユニバーサルシグマからリリースされた。

## 概要
2022年4月4日にデジタル・ダウンロードでリリースされた「Voice」から約1ヶ月ぶり、ワーナーミュージックジャパンからのレーベル移籍後としては2作目のシングルとなる。
本楽曲は、同年1月からオンエア開始となった、ボートレース2022年新CMシリーズ『アイ アム ア ボートレーサー』の主題歌として書き下ろされ、同CMシリーズの第1話～第6話で起用された。
前作「Voice」と同様、Superflyのデビュー15周年記念の特設サイトにて、楽曲についてのオフィシャルインタビューが掲載された。本楽曲の曲調は、2010年に発表され、同年度のNHKサッカーテーマソングにも起用された「タマシイレボリューション」を彷彿させるものとなっているが、インタビューの冒頭ではそのアレンジについて言及したうえで、依頼を受けた際に「タマシイレボリューションのような熱い曲を」という明確なリクエストが実際にあったことを明かしている。
完成した楽曲について越智は、「大人になると悔しいという気持ちや負けたくないという思いがだんだんと小さくなってしまう気がするのですが、でも今その剥き出しな気持ちがすごく強く、このパワーに勝るものはないと思っています。今回の新曲「ダイナマイト」は、そんな思いを奮い立たせるような1曲になっています。タイトル通り、まさに"ダイナマイト"ですので、ぜひ聴いてもらえたら嬉しいです」と、コメントしている。
2022年6月8日付の週間 USEN HIT J-POPランキングにおいて、1位を獲得した。
なお、越智は本楽曲をリリースする約1週間前に、第1子出産を発表している。

## ミュージック・ビデオ
ミュージック・ビデオは、前作「Voice」と同様、楽曲のリリース日と同日の20時に、YouTubeのSuperfly公式チャンネル上でプレミア公開された。越智志帆のパワフルな歌唱シーンに加え、ボクシングシーンでは衝突のアグレッシヴさが描かれており、その振り切った強気な歌詞と、華やかなバンドサウンドとブラスアレンジが魂を鼓舞する楽曲の世界観を表現しているとされる。また、本ミュージック・ビデオ公開の数日後には、YouTubeの同チャンネル上及びTikTokのSuperfly公式アカウント上に、サビの部分のみが切り取られた縦型リリック・ビデオが2本投稿されている。

## 収録曲
iTunes（通常盤）、レコチョク等
1. ダイナマイト
  - 作詞：越智志帆、作曲：ERIK LIDBOM・MUSOH・越智志帆、編曲：宮田“レフティ”リョウ

iTunesプレオーダー期間限定版のみ
1. ダイナマイト
2. Voice & ダイナマイト Making Movie

## R3HAB Remix
2022年8月8日に、オランダ出身のDJ・R3HAB（リハブ）がアレンジを手掛けた本楽曲のリミックス「ダイナマイト(R3HAB Remix)」（リハブ リミックス）が、全世界で配信リリースされた。R3HABは過去にザ・チェインスモーカーズやリアーナといった世界的アーティストの楽曲リミックスを手がけてきたが、日本人の女性アーティストの楽曲を起用するのは今作が初である。
R3HABは「私は日本の唯一無二で、奥深く、富んだ文化を心から愛しています。Superflyさんは日本の文化を象徴するアイコンであり、今回のような機会を頂けて嬉しく思っています。お互いの音楽性が交わることで、最高にアップビートでダンサブルな形に仕上がりました。」と、コメントを寄せている。
iTunes、レコチョク等
1. ダイナマイト(R3HAB Remix)
  - 2022年8月10日に、YouTubeのSuperfly公式チャンネル上でビジュアライザが公開された[15]。
2. ダイナマイト(R3HAB Remix Extended Ver.)
  - 通常のリミックスよりも尺の長いバージョン。公式サイトのディスコグラフィーには記載されていない。